# پلاندیشته
پلاندیشته (به صربی: Plandište) یک منطقهٔ مسکونی در صربستان است که در Plandište municipality واقع شده‌است. پلاندیشته ۳٬۸۳۲ نفر جمعیت دارد و ۷۹ متر بالاتر از سطح دریا واقع شده‌است.